# Trivium (grup de música)
|  | Per a altres significats, vegeu «Trivium (arts liberals)». |

Trivium és un grup de thrash metal/metalcore format a Orlando, Florida l'any 2000. Després de tres anys, van llançar un demo. El demo els va ajudar a acordar un contracte amb Lifeforce, on van llançar Ember to Inferno. Més tard van signar amb Roadrunner Records i van llançar l'album Ascendancy. La seva popularitat va ser creixent, com el seu següent i més recent àlbum The Crusade, que va aconseguir el #25 en la US Billboard 200 i el #7 en el Regne Unit. Han viatjat a molts països tocant amb grups com Iron Maiden, Metallica i Machine Head. Recentment, han desenvolupat un so Thrash Metall segons l'escoltat en el seu àlbum més recent. Trivium, és un significat llatí del terme "les tres maneres" o "els tres camins".

## Biografia
Els membres de la banda van triar el nom Trivium, que és la intersecció entre les tres escoles de l'aprenentatge en Llatí; ja que els va agradar la manera en la qual implicava una ment oberta a diferents estils.
Després de tocar diverses vegades en festes, el vocalista original va deixar la banda i Matthew Heafy es va quedar a càrrec de les veus.
Heafy va guanyar el premi al Millor Guitarrista en els Orlando Metall Awards.
Al principi de 2003, Trivium va entrar a l'estudi per a gravar el seu primer disc demo d'alta qualitat. Després d'això, la discogràfica alemanya, Lifeforce Records, va signar amb Trivium i els va enviar a gravar Ember to Inferno.
Després de diverses formacions, la banda va trobar al guitarrista Corey Beaulieu, un dedicat músic de death metal que va atreure noves influències a la banda. Trobar a un baixista va ser encara més difícil. Nombrosos músics van ser i van venir abans que Paolo Gregoletto vingués just abans de la gira amb Machine Head. Sentint-se tan segur de la banda i de la seva posició en ella, Gregoletto va deixar el seu altre grup, Metall Militia, per a ser part de Trivium.
Trivium va signar amb Roadrunner Records després de bones vendes del seu àlbum debut i van començar a escriure cançons per a la seva següent producció discogràfica.
Per a Juliol, 200], la banda ja tenia un 80% del material per a Ascendancy escrit i entonat. A continuació, al setembre entren a Audiohammer i Morrisound Studios. Ascendancy va deixar el so del seu predecessor i va afegir més elements del heavy metal.
Després la banda va ser a diverses gires amb Machine Head, Iced Earth, Killswitch Engage i Fear Factory. Al març 22, 2005 van llançar el seu àlbum debut amb Roadrunner Records, Ascendanc, mentre que la banda estava en la gira Roadrage 2005 en els Estats Units.
El 10 d'octubre de 2006 llancen a la venda el seu àlbum The Crusade, sota el segell de Roadrunner Records, més orientat al thrash metal i heavy metal tradicional. Graven videoclips de les cançons "Anthem (We Are The Fire)", "Entrance of the Conflagration", "The Rising", "To The Rats" i "Becoming The Dragon"
La banda va guanyar popularitat en el Regne Unit durant la gira Roadrage 2005 UK, durant l'estiu del mateix any, construint una bona reputació amb revistes com Kerrang! i Metal Hammer. Trivium també va fer una presentació en el Download Festival 2005 en el Regne Unit.

## Membres de la Banda

### Membres actuals
- Matt Heafy - guitarra, vocalista principal
- Corey Beaulieu - guitarra
- Paolo Gregoletto - baix, coral
- Travis smith - bateria

### Membres antics
- Jared Bonaparte - baix
- Brent Young - guitarra, va canviar a baix quan en Jared va abandonar la banda; coral
- Richie Brown - baix, ex-membre de l'antiga banda de Matt Mindscar.

## Discografia

### Àlbums d'estudi
- Trivium (EP) (autoeditat, 2003)
- Ember to Inferno (Liferforce Records, 2003)
- Ascendancy (Roadrunner Records, 2005)
- The Crusade (Roadrunner Records, 2006)
- Shogun (Roadrunner Records, 2008)
- In Waves (Roadrunner Records, 2011)
- Vengeance Falls (Roadrunner Records, 2013)
- Silence in the Snow (2015)
- The Sin and the Sentence (2017)
- What the Dead Men Say (2020)
- In the Court of the Dragon (2021)